# Синята бездна
„Синята бездна“ (на английски: Deep Blue Sea) е американски научнофантастичен филм на ужасите от 1999 г. на режисьора Рени Харлин, по сценарий на Дънкан Кенеди, Дона и Уейн Пауърс. Във филма участват Сафрон Бъроуз, Томас Джейн, Ел Ел Кул Джей, Жаклин Макензи, Майкъл Рапапорт, Стелан Скарсгорд и Самюъл Джаксън. Премиерата на филма е в Съединените щати на 28 юли 1999 г. от „Уорнър Брос“, а продуцент на филма е „Вилидж Роудшоу Пикчърс“. Издадени са две продължения, които са издадени директно на видео – „Синята бездна 2“ (2018) и „Синята бездна 3“ (2020).

## Актьорски състав
| Актьор           | Роля                         |
| ---------------- | ---------------------------- |
| Шафран Бъроуз    | д-р Сюзън Маккалистър        |
| Томас Джейн      | Картър Блейк                 |
| Ел Ел Кул Джей   | Шърман „Проповедникът“ Дъдли |
| Жаклин Макензи   | Джанис „Джан“ Хигинс         |
| Майкъл Рапапорт  | Том Скогинс                  |
| Стелан Скарсгорд | д-р Джим Уитлок              |
| Аида Туртуро     | Бренда Кернс                 |
| Самюъл Джаксън   | Ръсел Франклин               |